# Tshernovaia
Tshernovaia är ett släkte av insekter. Tshernovaia ingår i familjen långrörsbladlöss.
Kladogram enligt Catalogue of Life:
| Tshernovaia | \| \| Tshernovaia adenophorae \| \| \| \| \| \| Tshernovaia spirocaudicula \| \| \| \| |
|             | \| \| Tshernovaia adenophorae \| \| \| \| \| \| Tshernovaia spirocaudicula \| \| \| \| |
|             | Tshernovaia adenophorae                                                                |
|             |                                                                                        |
|             | Tshernovaia spirocaudicula                                                             |
|             |                                                                                        |